# Karađorđevo (okręg południowobacki)
Karađorđevo (cyr. Карађорђево) – wieś w Serbii, w Wojwodinie, w okręgu południowobackim, w gminie Bačka Palanka. W 2011 roku liczyła 738 mieszkańców.